# Seznam tyrolských panovníků

Znak Tyrolského hrabství

Tento seznam tyrolských panovníků zahrnuje hrabata, regenty a knížata Tyrolského hrabství. Hrabství vzniklo v 11. století a jako součást rakousko-uherské monarchie zaniklo společně s ním v roce 1918.

## Albertinci
- Albert v polovině 11. století (?)
- 1128–1140 Albert I.
- 1140–1165 Albert II., od roku 1141 tyrolský hrabě
- 1165–1180 Berthold
- 1180–1190 Jindřich I.
- 1202–1253 Albert III.

## Menhardovci
- 1253–1258 Menhard I. (zeť Alberta III. Tyrolského)
- 1257–1295 Menhard II.
- 1295–1310 Ota
- 1310–1335 Jindřich II.
- 1335–1363 Markéta (Pyskatá)

## Lucemburkové
- 1335–1341 Jan Jindřich tyrolský regent jako manžel Markéty

## Wittelsbachové
- 1341–1361 Ludvík tyrolský regent jako manžel Markéty
- 1361–1363 Menhard III.

## Habsburkové
- 1363–1365 Rudolf (IV. Rakouský) Zakladatel
- 1365–1386 Leopold (I. Tyrolský, III. Rakouský)
- 1386–1395 Albrecht (IV. Tyrolský, III. Rakouský)
- 1396–1406 Leopold (II. Tyrolský, IV. Rakouský) Tlustý  / Pyšný

Mladší tyrolská linie (vedlejší linie Habsburků)
- 1406–1439 Bedřich s prázdnou kapsou
- 1439–1490 Zikmund Plný měšec / Bohatý

při Rakouském vévodství: (roku 1493 okněžněno: Okněžněné tyrolské hrabství)
- 1490–1519 Maxmilián I.
- 1519–1521 Karel I. (V. jako císař)
- 1521–1564 Ferdinand I.

Ferdinand II. Tyrolský a habsburští místodržitelé
- 1564–1595 Ferdinand II.
- 1595–1618 Maxmilián (II. Tyrolský, III. Habsburský velmistr řádu německých rytířů, místodržitelé za císaře Rudolfa II., poté od roku 1612 za císaře Matyáše

Starší tyrolská linie (vedlejší linie Habsburků)
- 1619–1632 Leopold (III. Tyrolský, V. Habsburský, místodržitelé za císaře Ferdinanda II., od roku 1626 zemský kníže
- 1632–1646 Klaudie Medicejská, regentka za svého syna Ferdinanda Karla
- 1646–1662 Ferdinand Karel
- 1663–1665 Zikmund František

V rámci Rakouska a Rakouska-Uherska
- 1665–1705 Leopold (IV. Tyrolský, I. jako císař)
- 1705–1711 Josef (I. jako císař)
- 1711–1740 Karel VI.
- 1740–1780 Marie Terezie
- 1765–1790 Josef II.
- 1790–1792 Leopold II.
- 1792–1835 František I.
- 1793–1848 Ferdinand I.
- 1848–1916 František Josef I.
- 1916–1918 Karel I.